# Neopachygaster reniformis
Neopachygaster reniformis är en tvåvingeart som beskrevs av Hull 1942. Neopachygaster reniformis ingår i släktet Neopachygaster och familjen vapenflugor. Inga underarter finns listade i Catalogue of Life.